# Radio Day

Radio day

 Der Radio Day war eine Fachmesse mit Kongress im Bereich Hörfunk, die seit 1995 in den Kölner Rheinparkhallen veranstaltet wurde. Sie hatte zuletzt (2012) 2000 Fachbesucherinnen und -besucher und wurde als „größter Branchentreff für Hörfunk, Media, Marketing und Kreation“ bezeichnet.
Die Veranstaltung wurde von den Werbevermarktungsunternehmen AS&S Radio und Radio Marketing Service (RMS) ausgerichtet und sprach Hörfunksender, -vermarkter und Dienstleister als Zielgruppen an.

## Geschichte

### 1995–1999
Auf Initiative von Lutz Kuckuck und Achim Rohnke gründen die Radiovermarkter Radio Marketing Service und AS&S (eine Tochtergesellschaft der ARD Media) 1995 den Radio Day in Köln. Ziel war die Etablierung eines deutschen Treffpunktes der Radiobranche. Der erste Radio Day fand am 23. Mai 1995 in Köln statt. Das Programm bot Vorträge und Keynote Speaker aus Medien, Politik, Wissenschaft, Wirtschaft und Kreation. 
Das damals noch neue Internet bestimmte in den ersten Jahren die Themen. In den Vorträgen der Keynote-Speaker spiegelt sich das jeweilige Schwerpunktthema des Jahres wider:
| Jahr | Referent                             | Thema                                                               |
| ---- | ------------------------------------ | ------------------------------------------------------------------- |
| 1995 | Bodo Meusemann                       | „DAB – Digital Audio Broadcasting – Neue Dimensionen für das Radio“ |
| 1996 | Wilfried Sorge und Jens-Uwe Steffens | „Online – Das Medium der Zukunft“                                   |
| 1997 | Steve Rivkin                         | „Mit Radio Werbung machen: The True Power of Radio“                 |
| 1998 | Norbert Walter                       | „Der Euro: Chancen und Herausforderungen für Marketing und Werbung“ |
| 1999 | Stefan Groß                          | „Die Kunst der Kommunikation“                                       |

### 2000–2004
Radio und Gesellschaft waren, auch geprägt durch die Anschläge vom 11. September 2001, Thema auf dem Radio Day.
| Jahr | Referent                       | Thema                                                                         |
| ---- | ------------------------------ | ----------------------------------------------------------------------------- |
| 2001 | Friedrich Nowottny Hans Albers | „Kommunikation im Multi-Media-Zeitalter“ „Wie klingt Farbe“                   |
| 2002 | Hermann Rauhe                  | „Management by Music“                                                         |
| 2003 | Holger Jung                    | „911 vs Nine eleven – Ende der Spaßgesellschaft = Ende der spaßigen Werbung?“ |
| 2004 | Reingard Springer              | „Hit the Sky – Wie man den Wert der Marke steigert“                           |

### 2005–2012

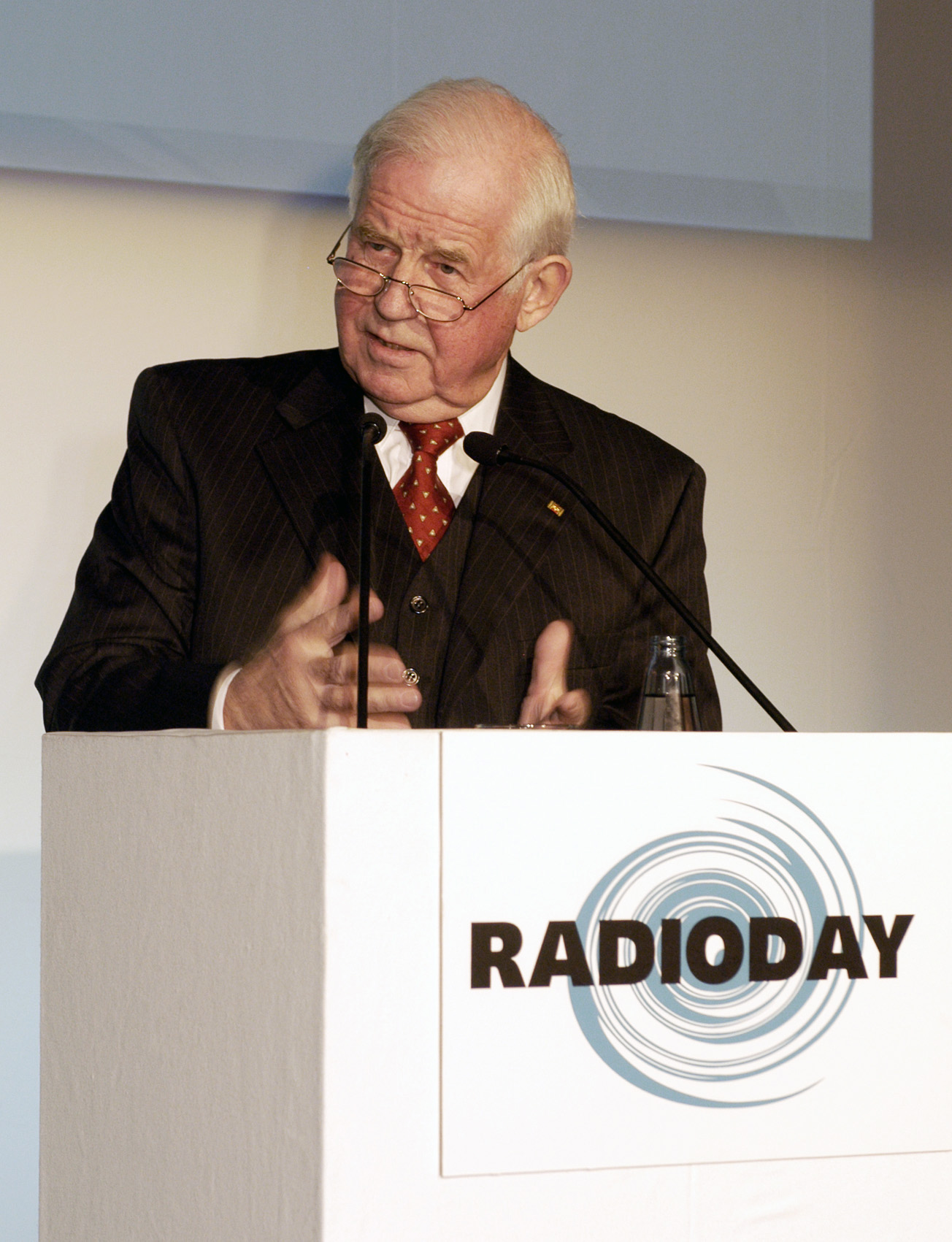
Kurt Biedenkopf auf dem Radio day 2005

Markenentwicklung und Markenführung sowie eine Weiterentwicklung der Radiovermarktung waren die Schwerpunktthemen der folgenden Jahre. Ziel waren Überlegungen, wie das Radio als reichweitenstarkes Medium seinen Platz in Zeiten von Internet und Social Media behaupten und ausbauen kann.
| Jahr | Referent                                                                             | Thema |
| ---- | ------------------------------------------------------------------------------------ | --- |
| 2005 | Kurt Biedenkopf Doug Harris                                                          | „Die Zukunft Deutschland beginnt in unseren Köpfen“ „Why I love radio: a broadcaster’s commentary“ |
| 2006 | Guillaume v.d. Stighelen Norbert Bolz                                                | „Love is in the air“ „Werde eine Marke!“ |
| 2007 | John Philip Jones Martin Hubert                                                      | „How radio can build business“ „Generation Tekki 3.0“ |
| 2008 | Hans Peter Gassner Stefan Kolle und Patrick Bernstein; Martin Scarabis/Radiozentrale | „Übers Ohr in den Alltag – Multiplikatoreffekte mit Radiowerbung“ „Radio machen Marken – Der Erfolgscase BIONADE“; „Per Autopilot in die Zukunft – Die implizite Werbewirkung von Radio. Wie das Intuitive unser Handeln steuert“   |
| 2009 | Smudo und Amir Kassaei; Edward de Bono; Peter Sloterdijk Migo Fecke Radiozentrale    | „Kreative aus zwei Welten“ „The Value of Creativity and Innovation in Media Communication“ „Erreichbarkeit über das Ohr – Stichworte zu einer Audioanthropologie“ „Akustische Markenführung“ „Das Einmaleins der Webradio-Werbung.“ |
| 2010 | Bolko von Oetinger Richard Reed Radiozentrale Tom Hauser                             | „Wie kommt das Neue in die Welt?“ „Green Marketing – Erfolgsfaktor oder Marketingblase“ „Radio to go – was bringen die neuen mobilen Wege“ „Golden Radiospots“                                                                      |
| 2011 | Dennis Clark                                                                         | „Ein Tag, alle Antworten“ „Morning Show der Zukunft“ |
| 2012 | Steve Reynolds                                                                       | „Radio macht glücklich“ |

## Programm
Der Radio Day gliederte sich in die Veranstaltungen Radio Day Kongress, Radio Day Lounge sowie Radio Day Party.

### Radio Day Kongress
Kern der Kongressveranstaltung waren die Keynotes mit Referenten aus Wirtschaft, Werbung, Politik und Kultur. So gab etwa der Philosoph [Peter Sloterdijk] (2009) Denkanstöße für die Weiterentwicklung des Mediums Radio im gesellschaftlichen Umfeld. Daneben gab es Panels mit Vorträgen, Diskussionen und Workshops zu den Themen Radio & Audio, Werbung & Marketing und Märkte & Marken.

### Radio Day Lounge
In der „Lounge“  präsentierten Vermarkter den Fachbesuchern ihre nationalen Radio-Werbeangebote und stellten aktuelle Radio- und Audioformate vor. Weitere aussteller waren Radio-Produktionsstudios sowie Studio-Technik-Anbieter.

### Radio Day Party
Von Anfang an traten im Rahmen des Radio Days Künstler aus Rock und Pop auf.
| Jahr | Künstler                  |
| ---- | ------------------------- |
| 2012 | Jupiter Jones             |
| 2011 | Frida Gold                |
| 2010 | Revolverheld              |
| 2009 | Culcha Candela            |
| 2008 | Mousse T.                 |
| 2007 | Jan Delay                 |
| 2006 | Boss Hoss                 |
| 2005 | Reamonn                   |
| 2004 | Dick Brave                |
| 2003 | Right Said Fred           |
| 2002 | Natural Born Hippies      |
| 2001 | Nena                      |
| 2000 | Manfred Mann’s Earth Band |
| 1999 | Gianna Nannini            |
| 1998 | Guildo Horn               |
| 1997 | The Temptations           |
| 1996 | Kid Creole & the Coconuts |
| 1995 | Weather Girls             |

## Neue Veranstaltung
Im Herbst 2012 kündigten die Veranstalter eine strategische Neupositionierung an, die die Werbung stärker in den Vordergrund rücken sollte. Die Radio Days wurden eingestellt und durch die Nachfolgeveranstaltung „Radio Advertising Summit“ ersetzt. Der neue Veranstalter ist die Radiozentrale, die ehemaligen Radio-Days-Veranstalter fungieren als Sponsoren.